# Jade Bird
Jade Elizabeth Bird (Hexham, Inglaterra; 1 de octubre de 1997) es una cantante y compositora británica. Su EP debut, Something American, fue publicado en julio de 2017. La revista Rolling Stone describió su estilo vocal como "crudo y robusto", y el reconocido productor Tony Visconti afirmó que «Jade canta hábilmente, es muy inteligente como cantante y no hay nada que no pueda hacer con su voz».

## Biografía

### Primeros años
Bird y su familia vivían en Londres cuando apenas tenía dos años y en una base militar alemana cuando tenía cinco. Sus padres se separaron cuando ella tenía ocho años, por lo que tuvo que mudarse a Bridgend, Gales del Sur, para vivir con su madre y su abuela. Comenzó a aprender piano a los ocho años y a tocar la guitarra y escribir canciones a los doce. A los 16 años volvió a Londres con su madre y su padrastro para asistir a la escuela BRIT en Croydon, en la que se graduó en 2016. Mientras estudiaba en la escuela BRIT, realizaba presentaciones en vivo varias veces a la semana. Durante su sesión de piano con Huw Stephens en BBC Radio 1 en octubre de 2017, la cantante señaló que había viajado de niña debido a que su padre era militar. Vivió en Estados Unidos, Gales del Sur, Chesterfield y Mönchengladbach, Alemania, hecho que tuvo una gran influencia en su música.

### Carrera
En 2017 inició una gira por los Estados Unidos junto a Brent Cobb. Tocó un recital en el evento South by South West en Austin, Texas en marzo de 2017 y ese mismo año fue telonera de las bandas First Aid Kit, Son Little y London Grammar. La banda de Bird está conformada por Will Rees (Mystery Jets) en guitarra, Matt Johnson en la batería y Jesske Hume en el bajo. En 2017 Jade Bird fue nominada al premio ANCHOR. El premio está vinculado al Festival Reeperbahn en Hamburgo, Alemania. Fue finalista del premio BBC Sound Of en 2018. Su primer EP, "Something American", fue grabado en Catskill Mountains en Palenville y en Woodstock, Nueva York.

## Discografía

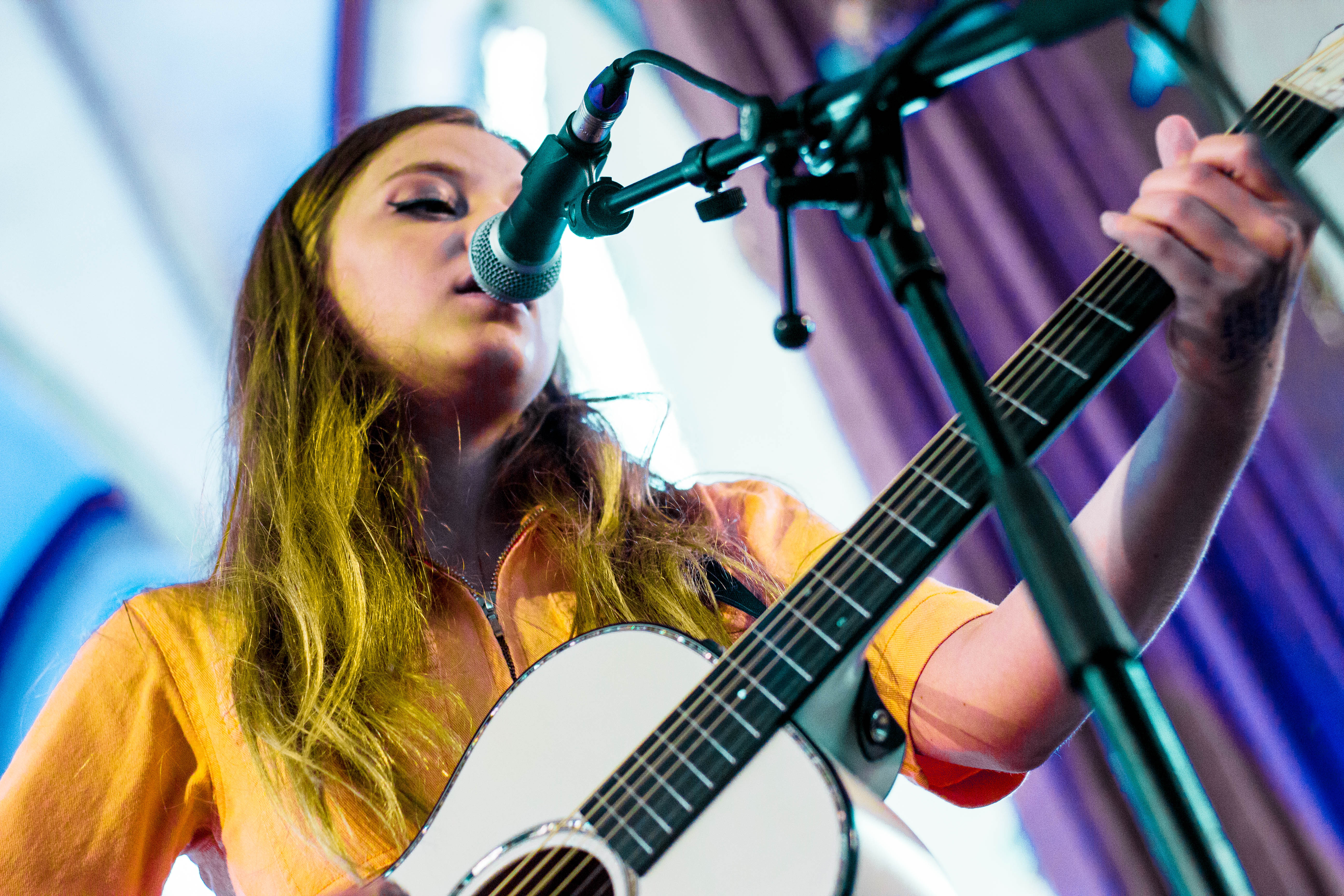
Bird en el Festival Haldern Pop en 2018.

### Álbumes
| Título    | Detalles | Posición en las listas | Posición en las listas | Posición en las listas | Posición en las listas | Posición en las listas | Posición en las listas | Posición en las listas |
| Título    | Detalles | Reino Unido            | R.U. Indie             | R.U. Folk              | ESC                    | SUI                    | EE.UU. Pop             | EE.UU. Heat            |
| --------- | --- | ---------------------- | ---------------------- | ---------------------- | ---------------------- | ---------------------- | ---------------------- | ---------------------- |
| Jade Bird | - Lanzamiento: 19 de abril de 2019 - Discográfica: Glassnote Records - Formato: Descarga digital, CD, vinilo | 10                     | 2                      | 1                      | 10                     | 91                     | 14                     | 1                      |

### EP
| Título             | Detalles                                                                                    |
| ------------------ | ------------------------------------------------------------------------------------------- |
| Something American | - Lanzamiento: 7 de julio de 2017 - Sello: Glassnote Records - Formato: Digital, CD, vinilo |

### Sencillos
| "Lottery"                                                  | 2018 | 1 |  |
| "Furious"                                                  | 2018 |   |  |
| "Uh Huh"                                                   | 2018 | 3 |  |
| "Love Has All Been Done Before"                            | 2018 |   |  |
| "—" denota que no ingresó en las listas en ese territorio. |      |   |  |

### Apariciones especiales
| Título       | Año  | Álbum       |
| ------------ | ---- | ----------- |
| "Don't Stop" | 2018 | Vanity Fair |